# Viola da gamba

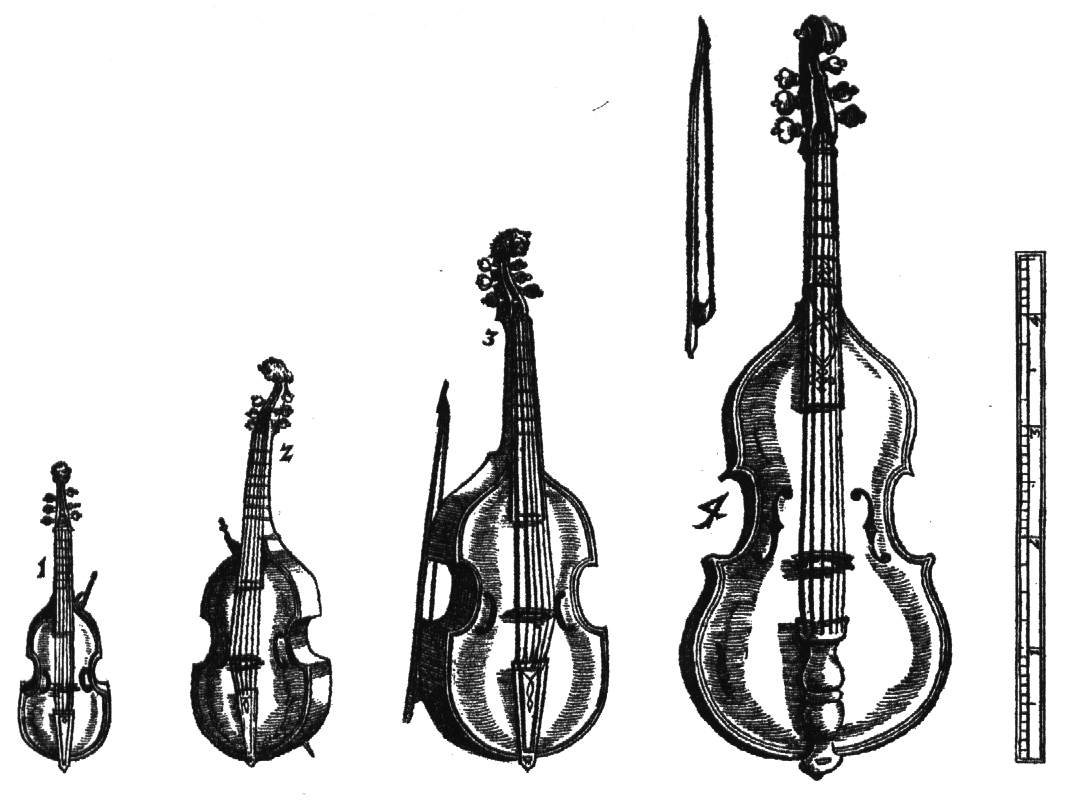
Familia "violei da gamba"

Viola da gamba este o familie de instrumente cu coarde.
Au evoluat din vihuela, in secolul al XV-lea, fiind populare in muzica renascentistă și a barocului.

## Caracteristici
Ca și pentru instrumente din familia viorii, de care au fost înlocuite ulterior, sunetele sunt produse cu ajutorul unui arcuș.
Aceste instrumente au caracteristici asemănătoare chitarei:
- instrumentul era ținut pe sau intre picioare (it. gamba, picior)

- bare pe gât

- de obicei 6 coarde

- acordaj in cvarte, cu excepția coardelor dim mijloc, separate de o terță mare

- corp asemanator chitarei (spate drept și structuri de rezistență)